# Łaskarzew
Łaskarzew è una città polacca del distretto di Garwolin nel voivodato della Masovia.
Ricopre una superficie di km² e nel 2003 contava 4 948 abitanti.